# Roger Bruns
Roger Bruns (* 17. Juli 1972; † 9. Mai 2020) war ein deutscher Eishockeyspieler, der unter anderem 21 Spiele für die SERC Wild Wings in der Deutschen Eishockey Liga absolvierte, den Großteil seiner Karriere aber in der zweithöchsten deutschen Spielklasse verbrachte.

## Karriere
Während er in der Saison 1989/90 im Alter von 17 Jahren sein Debüt im Seniorenbereich für die Zweitligisten ERC Westfalen Dortmund und ECD Sauerland gab, spielte Roger Bruns bis 1992 weiterhin auch für die U20-Junioren-Mannschaft des ECD. Über Stationen beim EHC 80 Nürnberg und dem SV Bayreuth kam er 1994 zu den SERC Wild Wings in die neu gegründete Deutsche Eishockey Liga, konnte sich dort aber nicht durchsetzen. Stattdessen beendete er die Saison 1994/95 beim EHC Freiburg, mit dem er Meister in der 1. Liga wurde. 1996 kehrte er in seine Heimatregion zurück und spielte in derselben Liga für den EC Devils Königsborn und den Iserlohner EC, Nachfolgeclub des ECD, ehe er im Jahr 1997 seine Karriere beendete. 

## Erfolge und Auszeichnungen
- 1990 Meister der 2. Bundesliga mit dem ECD Sauerland
- 1995 Meister der 1. Liga mit dem EHC Freiburg

## Karrierestatistik
(Legende zur Spielerstatistik: Sp oder GP = absolvierte Spiele; T oder G = erzielte Tore; V oder A = erzielte Assists; Pkt oder Pts = erzielte Scorerpunkte; SM oder PIM = erhaltene Strafminuten; +/− = Plus/Minus-Bilanz; PP = erzielte Überzahltore; SH = erzielte Unterzahltore; GW = erzielte Siegtore; 1 Play-downs/Relegation; Kursiv: Statistik nicht vollständig)